# 陈涌
陈涌（1919年8月—2015年10月4日），原名杨熹中、杨思仲，男，广东南海人，中国文艺理论家，鲁迅研究专家，曾参与《鲁迅全集》的注释。著有《文学评论集》、《文学评论二集》、《鲁迅论》等专著。

## 生平
1938年进入延安抗日军政大学，1944年加入《解放日报》报社。中华人民共和国时期任职文学研究所，参与编辑《人民文学》、《文艺报》、《文艺理论与批评》。1980年代曾与刘再复论战，刘批其为犬儒。